# Барышев, Константин Олегович
Константи́н Оле́гович Ба́рышев (род. 5 июня 1966, Ленинград) — российский трубач, солист симфонического оркестра Мариинского театра и камерного оркестра Литвы, заслуженный артист Российской Федерации (2010), лауреат всероссийских и международных конкурсов.

## Биография
Константин Барышев родился 5 июня 1966 года в Ленинграде.
Начал учиться музыке в музыкальной школе в возрасте 11 лет. Дальнейшее музыкальное образование он получил в музыкальном училище имени Н. А. Римского-Корсакова (класс Ю. И. Шарапова) и Ленинградской консерватории по классу профессора Ю. А. Большиянова.
В период с 1987 по 1990 год Барышев стал лауреатом нескольких международных конкурсов в составе брасс-квинтета «Leningrad Brass» (рук. В. О. Алешков). С 1989 по 1991 год Константин Барышев играл в камерном оркестре Литвы под управлением Саулюса Сондецкиса. С 1991 года — артист, в 1998—2017 — солист симфонического оркестра Мариинского театра. В 1994—1998 годы работал в Симфоническом оркестре г. Кали (Колумбия), одновременно преподавал класс трубы в Консерватории г. Кали. Окончил курс Superior по классу профессора Эрика Обье в Национальной региональной консерватории г. Рюэй-Мальмезон (Франция).
Участвовал в концертах в ансамбле с такими известными музыкантами как виолончелист Мстислав Ростропович и скрипач Иегуди Менухин. В 2010 году ему было присвоено почётное звание заслуженный артист Российской Федерации.
Одновременно преподаёт в Специальном музыкальном колледже при Санкт-Петербургской консерватории (с 2007), в средней школе № 8 с углублённым изучением предметов музыкального цикла «Музыка» (с 2016), в Духовой академии Воронцова (Петербург), в Консультационно-образовательном центре «Concenter» (руководитель отдела профессиональной музыкальной подготовки). Доцент кафедры музыкально-инструментальной подготовки Российского педагогического университета им. А. И. Герцена.
Входит в состав жюри Международного открытого конкурса исполнителей на деревянных и медных духовых инструментах «Фанфары Петербурга» (председатель комиссии медных духовых инструментов), Всероссийского конкурса учащихся оркестровых отделений ДШИ городов Росатома (председатель жюри в номинации «Духовые и ударные инструменты»)

## Награды и звания
- Лауреат Всероссийского конкурса исполнителей на медных духовых инструментах (1987)[2]
- Лауреат Международного конкурс квинтетов в составе брасс-квинтета «Leningrad Brass» (Саратов, 1988)
- Лауреат двух премий Международного конкурса духовых ансамблей (Венгрия, 1989)
- Гран-при Международного конкурса квинтетов (Франция, 1990)[2]
- Заслуженный артист Российской Федерации (2008)[4].